# Elfriede Luise Vogel
Elfriede Luise Vogel (geb. Hanweg; * 15. April 1922 in Marburg/Lahn) ist eine deutsche Bildhauerin und Dichterin des 20. und 21. Jahrhunderts. Mit ihrem plastischen Werk gehört sie zu den Bildhauerinnen der gegenständlichen Kunstrichtungen. Als Autorin und Zeitzeugin eines turbulenten Jahrhunderts finden sich in ihrer Lyrik symbolische Bezüge zum Zeitgeschehen. Der Kunsthistoriker Uwe Moeller verglich Elfriede L. Vogel mit Käthe Kollwitz und bezeichnete sie als „eine Künstlerin der Stille“.

## Leben
Elfriede L. Vogel war in jungen Jahren dem Leid und Elend des Zweiten Weltkriegs und seinen Folgen ausgesetzt. Sie hatte die Hoffnung und die Zuversicht trotz allem nicht verloren, was sich auch in ihrem künstlerischen Schaffen widerspiegeln sollte. Im Alter von 26 Jahren heiratete sie 1948 Werner Vogel, einen deutschen Schwerkriegsversehrten, der im Jahr 2000 verstarb. Das Ehepaar hatte fünf gemeinsame Kinder, deren Mutter trotz vielfacher Belastung im Haus den künstlerischen Weg nicht vernachlässigte.
In den 1960er Jahren absolvierte Vogel eine Ausbildung bei zwei akademisch geschulten Bildhauern. Sie wurde vertraut mit der Materialverarbeitung von Ton und Gips, verschiedenen Gusstechniken und den klassischen Proportionen einer plastischen Form. Zugleich lernte sie die Fertigkeit, Stein und Marmor zu bearbeiten.

## Die Bildhauerin
Wie Käthe Kollwitz widmet sich auch Elfriede Vogel in ihrer Formenwelt sozialen Themen, der Familie und den Kinder. Sie gestaltet Menschen nach dem Leben und widmet sich in gleicher Weise den Kleinkindern, nach denen sie Plastiken modellierte. Sie ist auch für heitere, volkstümliche Themen offen. Insgesamt zeichnet sich ihr Werk aus durch besondere Hinwendung zum naturalistischen Bildnis und zur Menschendarstellung. Bereits in jungen Jahren waren ihr große Bildhauer der 1920er und 1930er Jahre Vorbilder: Georg Kolbe, Fritz Klimsch und Joseph Thorak. Hinzu kam später Arno Breker, den sie seit den 1970er Jahren persönlich kannte. Freundschaftliche kollegiale Kontakte pflegte sie auch zu dem Bildhauer Kurt Arentz.

## Die Dichterin
„Verseschmieden bereits in der Kindheit“ hat Elfriede L. Vogel nach eigenen Angaben betrieben. Hinzu kamen „gereimte Tagebuchblätter“ als „Spielwiese für Gedanken, Fantasie und Sprachgefühl“. ihre Themen von Freundschaft, Liebe und Vergänglichkeit bearbeitet sie in der Lyrik. So entstanden Gedichte wie „Das Werk“, „Junge Eltern“, „Der Hochzeitsleuchter“, „Glück“, „Das Bildnis“ und „Hymne an den Tag“, um nur einige zu nennen.

## Ausstellungen und Lesungen
Über Jahre hinweg wurden Vogels Werke in Galerien und öffentlichen Einrichtungen ausgestellt. Häufig war damit auch eine Lesung ihrer Gedichte und Prosatexte verbunden. In europäischen Ländern gab es wiederholt Ausstellungen ihrer Werke, vor allem in Deutschland, Holland und Österreich.
Mit einer Retrospektive ehrte das private Museum Europäischer Kunst (das frühere Museum Arno Breker auf Schloss Nörvenich) die Künstlerin im Jahr 2010. 2009 hatte es bereits eine Einzelausstellung in der Galerie Marco in Bonn gegeben. 2011 wurden dann Werke von Vogel in der Rittersaal-Galerie von Schloss Nörvenich erneut gezeigt. Plastiken und Reliefs aus Ton und Terrakotta befinden sich ebenfalls in den Sammlungen des Nörvenicher Breker-Museums und seines Fördervereins, der Europäischen Kultur-Stiftung (EKS).

## Ehrungen
Die Bildhauerin und Dichterin engagierte sich auch in verschiedenen Kulturorganisationen.
- Seit ihrer Gründung 1981 ist sie Mitglied der Arbeitsgemeinschaft „Hürther Künstler“, deren Sprecherin sie zehn Jahre lang war.
- Mitglied im Künstlerinnenverbund und im Autorenkreis Rhein-Erf.  1996 wurde sie mit dem „Ehrenring für Bildende Kunst“ ausgezeichnet.
- 2008 Ehrenmitgliedschaft im Künstler-Forum der Europäischen Kultur-Stiftung (Deutschland)[4]